# Campang
Campang is een bestuurslaag in het regentschap Tanggamus van de provincie Lampung, Indonesië. Campang telt 3324 inwoners (volkstelling 2010).